# Cyréna Samba-Mayela
Cyréna Samba-Mayela (ur. 31 października 2000 w Champigny-sur-Marne) – francuska lekkoatletka, płotkarka, złota medalistka halowych mistrzostw świata w 2022.

## Osiągnięcia sportowe
Zdobyła złoty medal w sztafecie szwedzkiej i odpadła w półfinale biegu na 100 metrów przez płotki na mistrzostwach Europy juniorów młodszych w 2016 w Tbilisi. Na mistrzostwach świata juniorów młodszych w 2017 w Nairobi zdobyła srebrny medal w biegu na 100 metrów przez płotki. Zajęła 8. miejsce w tej konkurencji na mistrzostwach świata juniorów w 2018 w Tampere. Odpadła w eliminacjach biegu na 60 metrów przez płotki na halowych mistrzostwach Europy w 2021 w Toruniu.
Zdobyła srebrny medal w biegu na 100 metrów przez płotki na młodzieżowych mistrzostwach Europy w 2021 w Tallinie, przegrywając jedynie z Pią Skrzyszowską, a wyprzedzając Klaudię Wojtunik. Zakwalifikowała się w tej konkurencji na igrzyska olimpijskie w 2020 w Tokio, ale w nich nie wystąpiła wskutek kontuzji.
Zwyciężyła w biegu na 60 metrów przez płotki na halowych mistrzostwach świata w 2022 w Belgradzie, wyprzedzając Devynne Charlton z Bahamów i Gabriele Cunningham ze Stanów Zjednoczonych. Ustanowiła w finale halowy rekord Francji z czasem 7,78 s. W 2024 roku sięgnęła po złoty medal mistrzostw Starego Kontynentu oraz po wicemistrzostwo olimpijskie w biegu na 100 m przez płotki.
Zdobyła mistrzostwo Francji w biegu na 100 metrów przez płotki w 2020 i 2021, a w hali mistrzostwo w biegu na 60 metrów przez płotki w 2020 i wicemistrzostwo w tej konkurencji w 2021.

## Rekordy życiowe
Rekordy życiowe Samby-Mayeli:
- bieg na 100 metrów przez płotki – 12,31 s (8 czerwca 2024, Rzym) rekord Francji
- bieg na 60 metrów przez płotki (hala) – 7,73 s (3 marca 2024, Glasgow) rekord Francji, 9. wynik w historii światowej lekkoatletyki